# Elaeocarpus pachyophrys
Elaeocarpus pachyophrys är en tvåhjärtbladig växtart som beskrevs av Otto Warburg. Elaeocarpus pachyophrys ingår i släktet Elaeocarpus och familjen Elaeocarpaceae. Inga underarter finns listade i Catalogue of Life.